# Tỉnh (Indonesia)
Tỉnh của Indonesia (theo tiếng Indonesia là provinsi hay propinsi) là cấp hành chính địa phương cao nhất trực thuộc trung ương ở Indonesia. Mỗi tỉnh có chính quyền địa phương (Pemerintah Daerah Provinsi), do tỉnh trưởng (gubernur) đứng đầu; và hội đồng (Dewan Perwakilan Rakyat Daerah). Tỉnh trưởng và thành viên hội đồng được bầu cử với nhiệm kỳ 5 năm.
Hiện nay, Indonesia được chia ra 38 tỉnh và đặc khu. 4 tỉnh được lập kể từ năm 2022. Tỉnh cuối cùng được lập là Tây Nam Papua.

## Bản đồ và danh sách các tỉnh
| Seal | Tỉnh                        | Tên tiếng Indonesia đầy đủ    | Tên tiếng Indonesia vắn tắt | ISO     | Thủ phủ        | Dân số     | Diện tích (km²) | Mật độ dân số | Vùng               | Thành phố | Huyện | Khu |
| ---- | --------------------------- | ----------------------------- | --------------------------- | ------- | -------------- | ---------- | --------------- | ------------- | ------------------ | --------- | ----- | --- |
|      | Aceh                        | Aceh                          | Aceh                        | ID - AC | Banda Aceh     | 5,333,700  | 57,956          | 77            | Sumatra            | 23        | 5     | 18  |
|      | Bali                        | Bali                          | Bali                        | ID - BA | Denpasar       | 4,362,700  | 5,780           | 621           | Quần đảo Sunda Nhỏ | 9         | 1     | 8   |
|      | Quần đảo Bangka Belitung    | Kepulauan Bangka Belitung     | Babel                       | ID - BB | Pangkal Pinang | 1,473,200  | 16,424          | 64            | Sumatra            | 7         | 1     | 6   |
|      | Banten                      | Banten                        | Banten                      | ID - BT | Serang         | 12,061,500 | 9,662           | 909           | Java               | 8         | 4     | 4   |
|      | Bắc Kalimantan              | Kalimantan Utara              | Kaltara                     | ID - KU | Tanjung Selor  | 713,600    | 72,275          | 10            | Kalimantan         | 5         | 1     | 4   |
|      | Bắc Maluku                  | Maluku Utara                  | Malut                       | ID - MU | Sofifi         | 1,299,200  | 31,982          | 31            | Quần đảo Maluku    | 10        | 2     | 8   |
|      | Bắc Sulawesi                | Sulawesi Utara                | Sulut                       | ID - SA | Manado         | 2,638,600  | 13,851          | 162           | Sulawesi           | 15        | 4     | 11  |
|      | Bắc Sumatra                 | Sumatra Utara                 | Sumut                       | ID - SU | Medan          | 14,936,200 | 72,981          | 188           | Sumatra            | 33        | 8     | 25  |
|      | Bengkulu                    | Bengkulu                      | Bengkulu                    | ID - BE | Bengkulu       | 2,032,900  | 19,919          | 84            | Sumatra            | 10        | 1     | 9   |
|      | Đông Java                   | Jawa Timur                    | Jatim                       | ID - JI | Surabaya       | 40,878,800 | 47,799          | 828           | Java               | 38        | 9     | 29  |
|      | Đông Kalimantan             | Kalimantan Timur              | Kaltim                      | ID - KI | Samarinda      | 3,808,200  | 127,267         | 22            | Kalimantan         | 10        | 3     | 7   |
|      | Đông Nam Sulawesi           | Sulawesi Tenggara             | Sultra                      | ID - SG | Kendari        | 2,659,200  | 38,067          | 51            | Sulawesi           | 17        | 2     | 15  |
|      | Đông Nusa Tenggara          | Nusa Tenggara Timur           | NTT                         | ID - NT | Kupang         | 5,387,700  | 48,718          | 92            | Quần đảo Sunda Nhỏ | 22        | 1     | 21  |
|      | Gorontalo                   | Gorontalo                     | Gorontalo                   | ID - GO | Gorontalo      | 1,181,000  | 11,257          | 94            | Sulawesi           | 6         | 1     | 5   |
|      | Tỉnh Đặc khu Thủ đô Jakarta | Daerah Khusus Ibukota Jakarta | DKI Jakarta                 | ID - JK | Jakarta        | 10,609,700 | 664             | 12,786        | Java               | 6         | 5     | 1   |
|      | Jambi                       | Jambi                         | Jambi                       | ID - JA | Jambi          | 3,585,100  | 50,058          | 57            | Sumatra            | 11        | 2     | 9   |
|      | Lampung                     | Lampung                       | Lampung                     | ID - LA | Bandar Lampung | 9,081,800  | 34,623          | 226           | Sumatra            | 15        | 2     | 13  |
|      | Maluku                      | Maluku                        | Maluku                      | ID - MA | Ambon          | 1,862,600  | 46,914          | 32            | Quần đảo Maluku    | 11        | 2     | 9   |
|      | Nam Kalimantan              | Kalimantan Selatan            | Kalsel                      | ID - KS | Banjarbaru     | 4,122,600  | 38,744          | 96            | Kalimantan         | 13        | 2     | 11  |
|      | Nam Papua                   | Papua Selatan                 | Pasel                       | ID - PS | Merauke        | 517,600    | 131,493         | 4.1           | Tây New Guinea     | 4         | 0     | 4   |
|      | Nam Sulawesi                | Sulawesi Selatan              | Sulsel                      | ID - SN | Makassar       | 9,139,500  | 46,717          | 151           | Sulawesi           | 24        | 3     | 21  |
|      | Nam Sumatra                 | Sumatra Selatan               | Sumsel                      | ID - SS | Palembang      | 8,550,900  | 91,592          | 86            | Sumatra            | 17        | 4     | 13  |
|      | Papua                       | Papua                         | Papua                       | ID - PA | Jayapura       | 1,020,200  | 81,049          | 14            | Tây New Guinea     | 9         | 1     | 8   |
|      | Papua Cao nguyên            | Papua Pegunungan              | Pagun                       | ID - PE | Wamena         | 1,408,600  | 108,476         | 20            | Tây New Guinea     | 8         | 0     | 8   |
|      | Quần đảo Riau               | Kepulauan Riau                | Kepri                       | ID - KR | Tanjung Pinang | 2,118,200  | 8,201           | 208           | Sumatra            | 7         | 2     | 5   |
|      | Riau                        | Riau                          | Riau                        | ID - RI | Pekanbaru      | 6,493,600  | 87,023          | 52            | Sumatra            | 12        | 2     | 10  |
|      | Tây Java                    | Jawa Barat                    | Jabar                       | ID - JB | Bandung        | 48,782,400 | 35,377          | 1,176         | Java               | 27        | 9     | 18  |
|      | Tây Kalimantan              | Kalimantan Barat              | Kalbar                      | ID - KB | Pontianak      | 5,470,800  | 147,307         | 30            | Kalimantan         | 14        | 2     | 12  |
|      | Tây Nam Papua               | Papua Barat Daya              | PBD                         |         | Sorong         | 605,049    | 38,821          | 15            | Tây New Guinea     | 6         | 1     | 5   |
|      | Tây Nusa Tenggara           | Nusa Tenggara Barat           | NTB                         | ID - NB | Mataram        | 5,390,000  | 18,572          | 234           | Quần đảo Sunda Nhỏ | 10        | 2     | 8   |
|      | Tây Papua                   | Papua Barat                   | Pabar                       | ID - PB | Manokwari      | 551,791    | 64,126          | 8             | Tây New Guinea     | 7         | 0     | 7   |
|      | Tây Sulawesi                | Sulawesi Barat                | Sulbar                      | ID - SR | Mamuju         | 1,436,800  | 16,787          | 73            | Sulawesi           | 6         | 0     | 6   |
|      | Tây Sumatra                 | Sumatra Barat                 | Sumbar                      | ID - SB | Padang         | 5,580,200  | 42,012          | 110           | Sumatra            | 19        | 7     | 12  |
|      | Trung Java                  | Jawa Tengah                   | Jateng                      | ID - JT | Semarang       | 36,742,500 | 40,800          | 894           | Java               | 35        | 6     | 29  |
|      | Trung Kalimantan            | Kalimantan Tengah             | Kalteng                     | ID - KT | Palangka Raya  | 2,702,200  | 153,564         | 14            | Kalimantan         | 14        | 1     | 13  |
|      | Trung Papua                 | Papua Tengah                  | Pateng                      | ID - PT | Nabire         | 1,409,000  | 66,129          | 27            | Tây New Guinea     | 8         | 0     | 8   |
|      | Trung Sulawesi              | Sulawesi Tengah               | Sulteng                     | ID - ST | Palu           | 3,021,900  | 61,841          | 41            | Sulawesi           | 13        | 1     | 12  |
|      | Vùng đặc biệt Yogyakarta    | Daerah Istimewa Yogyakarta    | DIY                         | ID - YO | Yogyakarta     | 3,712,900  | 3,133           | 1,138         | Java               | 5         | 1     | 4   |

5 trong 38 tỉnh có vị thế đặc biệt (*): Aceh, Đặc khu Yogyakarta, Papua, Tây Papua, và Vùng đặc khu thủ đô Jakarta.
Các tỉnh được chia ra làm các huyện (kabupaten) và thành phố (kota).

## Tỉnh có quy chế đặc biệt
Việc phân cấp một số quyền lực và quyền tự chủ cho các tỉnh được nêu trong Điều 18 của Hiến pháp Indonesia, và điều này đã được mở rộng thông qua các sửa đổi vào tháng 10 năm 1999 trong giai đoạn sau sự sụp đổ của Suharto.  Một số tỉnh đã được trao thêm quyền tự chủ ngoài quyền này. Hình thức quyền tự chủ đặc biệt này không được chuẩn hóa, với các tỉnh đạt được các công thức khác nhau về quyền tự chủ cụ thể dựa trên các mệnh lệnh chính trị cụ thể.
- Đặc khu Yogyakarta, vốn tự trị dưới sự cai trị của Hà Lan, (cùng với Đặc khu Surakarta, sau này là Trung Java) đã được xem xét để tự trị như một phần của Luật số 1 năm 1945. Quyền tự chủ cho Yogyakarta đã được xác nhận trực tiếp thông qua Luật số 3 năm 1950, lần đầu tiên trao quyền tự chủ đặc biệt cho một tỉnh. Tình trạng này đã được duy trì cho đến hiện tại, với một số điều chỉnh từ các luật bổ sung. Hamengkubuwono giữ chức thống đốc cha truyền con nối và Adipati Paku Alam giữ chức phó thống đốc cha truyền con nối.
- Phong trào tự do ở Aceh do yêu cầu thực hiện luật Hồi giáo nghiêm ngặt hơn đã dẫn đến một số thay đổi về địa vị chính trị. Quyền tự chủ cụ thể ban đầu được trao cho tỉnh thông qua Luật số 24 năm 1956. Quyền tự chủ tiếp theo được trao thông qua tuyên bố rằng Aceh là một "tỉnh có quy chế đặc biệt" vào ngày 23 tháng 5 năm 1959, sau đó được chính thức hóa thông qua Luật số 18 năm 1965. Sau sự sụp đổ của Suharto, Luật số 44 năm 1999 và Luật số 18 năm 2001 đã tạo ra một khuôn khổ mới được cả hai bên thông qua thông qua Luật số 11 năm 2006. Luật này cung cấp địa vị đặc quyền liên quan đến việc thực hiện luật Hồi giáo trong đời sống tôn giáo, đời sống phong tục và giáo dục. Aceh cũng nhận được quỹ phát triển riêng trong thời hạn 20 năm.
- Tỉnh Papua được trao quyền tự chủ đặc biệt thông qua Luật số 21 năm 2001. Đây là phản ứng đối với các phong trào đòi độc lập đã diễn ra ở tỉnh này kể từ khi nó trở thành một phần của Indonesia và diễn ra cùng với việc đổi tên tỉnh từ Irian Jaya thành Papua. Điều này đã mang lại cho Papua nhiều thu nhập hơn, quyền tự chủ bên ngoài các khu vực dành riêng do chính quyền trung ương duy trì và 20 năm quỹ phát triển đặc biệt. Trước khi quyền tự chủ đặc biệt được thực hiện, Tây Papua đã được tách khỏi Papua vào năm 2003, mặc dù cả hai đều giữ quyền tự chủ đặc biệt.  Quyền tự chủ đặc biệt cho cả hai tỉnh đã được gia hạn vào năm 2021, bao gồm việc gia hạn và tăng quỹ tự chủ đặc biệt.  Bao gồm trong luật mới này là điều khoản thành lập các tỉnh mới và vào tháng 7 năm 2022, luật quốc gia mới đã tách Nam Papua, Trung Papua, Papua Cao Nguyên khỏi Papua thông qua Luật số 14 năm 2022, Luật số 15 năm 2022 và Luật số 16 năm 2022. Luật số 29 năm 2022 được ban hành vào tháng 12 năm 2022 tách Tây Nam Papua khỏi Tây Papua.
- Vùng thủ đô đặc biệt Jakarta có địa vị riêng của mình vì đây là thủ đô của đất nước.

## Các vùng của Indonesia
Các tỉnh được chính thức nhóm thành bảy vùng địa lý cho mục đích thống kê và lập kế hoạch quốc gia, nhưng không có chức năng hành chính. 
| Vùng                               | Các Tỉnh | Dân số ước tính(2023) | Thành phố lớn nhất | Điểm cao nhất                      |
| ---------------------------------- | --- | --------------------- | ------------------ | ---------------------------------- |
| Sumatra                            | Aceh, Quần đảo Bangka Belitung, Bengkulu, Jambi, Lampung, Bắc Sumatra, Riau, Quần đảo Riau, Nam Sumatra và Tây Sumatra | 60.756.400            | Medan              | Núi Kerinci, 3.805 m (12484 ft)    |
| Java                               | Banten, Trung Java, Đông Java, Đặc khu thủ đô Jakarta, Đặc khu Yogyakarta và Tây Java                                  | 155.645.500           | Jakarta            | Núi Semeru, 3.678 m (12.067 ft)    |
| Nusa Tenggara (Quần đảo Sunda Nhỏ) | Bali, Tây Nusa Tenggara và Đông Nusa Tenggara                                                                          | 15.533.700            | Denpasar           | Núi Rinjani, 3.726 m (12.224 ft)   |
| Kalimantan                         | Trung Kalimantan, Đông Kalimantan, Bắc Kalimantan, Nam Kalimantan và Tây Kalimantan                                    | 17.259.000            | Samarinda          | Núi Bukit Raya, 2.278 m (7.474 ft) |
| Sulawesi                           | Trung Sulawesi, Gorontalo, Bắc Sulawesi, Nam Sulawesi, Đông Nam Sulawesi và Tây Sulawesi                               | 20.573.900            | Makassar           | Latimojong, 3.478 m (11.411 ft)    |
| Maluku                             | Maluku và Bắc Maluku                                                                                                   | 3.401.600             | Ambon, Maluku      | Núi Binaiya, 3.027 m (9.931 ft)    |
| Papua (Tây New Guinea)             | Trung Papua, Papua Cao nguyên, Papua, Nam Papua, Tây Nam Papua và Tây Papua                                            | 5.670.000             | Jayapura           | Puncak Jaya, 4.884 m (16.024 ft)   |

## Các tỉnh cũ
| Tỉnh                  | Thủ phủ           | Năm tồn tại | Được kế nhiệm bởi                         |
| --------------------- | ----------------- | ----------- | ----------------------------------------- |
| Đặc khu Surakarta     | Surakarta         | 1945–1946   | Trung Java                                |
| Sumatra               | Bukittinggi/Medan | 1945–1948   | Bắc Sumatera Trung Sumatera Nam Sumatera  |
| Kalimantan            | Banjarmasin       | 1945–1956   | Đông Kalimantan Tây Kalimantan            |
| Nusa Tenggara         | Singaraja         | 1945–1958   | Bali Tây Nusa Tenggara Đông Nusa Tenggara |
| Sulawesi              | Makassar/Manado   | 1945–1960   | Bắc–Trung Sulawesi Nam–Đông Nam Sulawesi  |
| Trung Sumat           | Bukittingi        | 1948–1957   | Riau Jambi Tây Sumatra                    |
| Bắc–Trung Sulawesi    | Manado            | 1960–1964   | Bắc Sulawesi Trung Sulawesi               |
| Nam–Đông Nam Sulawesi | Makassar          | 1960–1964   | Nam Sulawesi Đông Nam Sulawesi            |
| Timor Timur           | Dili              | 1976–1999   | Cộng hòa Dân chủ Timor-Leste              |

## Các tỉnh mới được tách ra từ các tỉnh hiện có
| Tỉnh mới (Hiện tại)      | Năm  | Tỉnh mới(Tên cũ)                  | Được tách ra khỏi |
| ------------------------ | ---- | --------------------------------- | ----------------- |
| Đặc khu Yogyakarta       | 1950 | Yogyakarta                        | Trung Java        |
| Aceh                     | 1956 | Aceh                              | Bắc Sumatera      |
| Trung Kalimantan         | 1958 | Trung Kalimantan                  | Nam Kalimantan    |
| Đặc khu Thủ đô Jakarta   | 1959 | Đại Jakarta                       | Tây Java          |
| Lampung                  | 1964 | Lampung                           | Nam Sumatera      |
| Bengkulu                 | 1967 | Bengkulu                          | Nam Sumatera      |
| Bắc Maluku               | 1999 | Bắc Maluku                        | Maluku            |
| Banten                   | 2000 | Banten                            | Tây Java          |
| Quần đảo Bangka Belitung | 2000 | Quầng đảo Bangka Belitung         | Nam Sumatera      |
| Gorontalo                | 2000 | Gorontalo                         | Bắc Sulawesi      |
| Quần đảo Riau            | 2002 | Quần đảo Riau                     | Riau              |
| Tây Papua                | 2003 | Tây Irian Jaya (Irian Jaya Barat) | Papua             |
| Tây Sulawesi             | 2004 | Tây Sulawesi                      | Nam Sulawesi      |
| Bắc Kalimantan           | 2012 | Bắc Kalimantan                    | Đông Kalimantan   |
| Trung Papua              | 2022 | Trung Papua                       | Papua             |
| Papua Cao nguyên         | 2022 | Papua Cao nguyên                  | Papua             |
| Nam Papua                | 2022 | Nam Papua                         | Papua             |
| Tây Nam Papua            | 2022 | Tây Nam Papua                     | Tây Papua         |

## Các tỉnh đã đổi tên
| Năm  | Tên cũ (Tiếng Indonesia)           | Tên cũ (Tiếng Việt)                | Tên mới (Tiếng Indonesia)          | Tên mới (Tiếng Việt)               | Tên hiện tại                 |
| ---- | ---------------------------------- | ---------------------------------- | ---------------------------------- | ---------------------------------- | ---------------------------- |
| 1954 | Sunda Kecil                        | Sunda Nhỏ                          | Nusa Tenggara                      | Nusa Tenggara                      | không tồn tại                |
| 1959 | Aceh                               | Aceh                               | Daerah Istimewa Aceh               | Đặc khu Aceh                       | Aceh                         |
| 1961 | Jakarta Raya                       | Đại Jarkata                        | Daerah Khusus Ibukota Jakarta Raya | Vùng thủ đô đặc biệt Đại Jakarta   | Vùng thủ đô đặc biệt Jakarta |
| 1973 | Irian Barat                        | Tây Irian                          | Irian Jaya                         | Irian Jaya                         | Papua                        |
| 1990 | Daerah Khusus Ibukota Jakarta Raya | Vùng thủ đô đặc biệt Đại Jakarta   | Daerah Khusus Ibukota Jakarta      | Vùng thủ đô đặc biệt Jakarta       | Vùng thủ đô đặc biệt Jakarta |
| 2001 | Daerah Istimewa Aceh               | Đặc khu Aceh                       | Nanggroë Aceh Darussalam           | Tỉnh Aceh, Nơi cư ngụ của Hòa bình | Aceh                         |
| 2002 | Irian Jaya                         | Irian Jaya                         | Papua                              | Papua                              | Papua                        |
| 2007 | Irian Jaya Barat                   | Tây Irian Jaya                     | Papua Barat                        | Tây Papua                          | Tây Papua                    |
| 2009 | Nanggroë Aceh Darussalam           | Tỉnh Aceh, Nơi cư ngụ của Hòa bình | Aceh                               | Aceh                               | Aceh                         |

## Các thủ phủ cũ của các tỉnh
- Tanjungpinang tới Pekanbaru, Riau (đến năm 1959)
- Jakarta đến Bandung, Tây Java (đến năm 1960)
- Singaraja tới Denparsa, Bali (đến năm 1960)
- Soasio, Tidore tới Sukarnopura, Tây Irian (1956–1963)
- Dili, Timor Timur (1975–1999), sau này trở thành thủ đô của Cộng hòa Dân chủ Timor-Leste
- Ternate tới Sofifi, Bắc Maluku (đến năm 2010)
- Banjarmasin đến Banjarbaru, Nam Kalimantan (đến năm 2022)